# Guzik

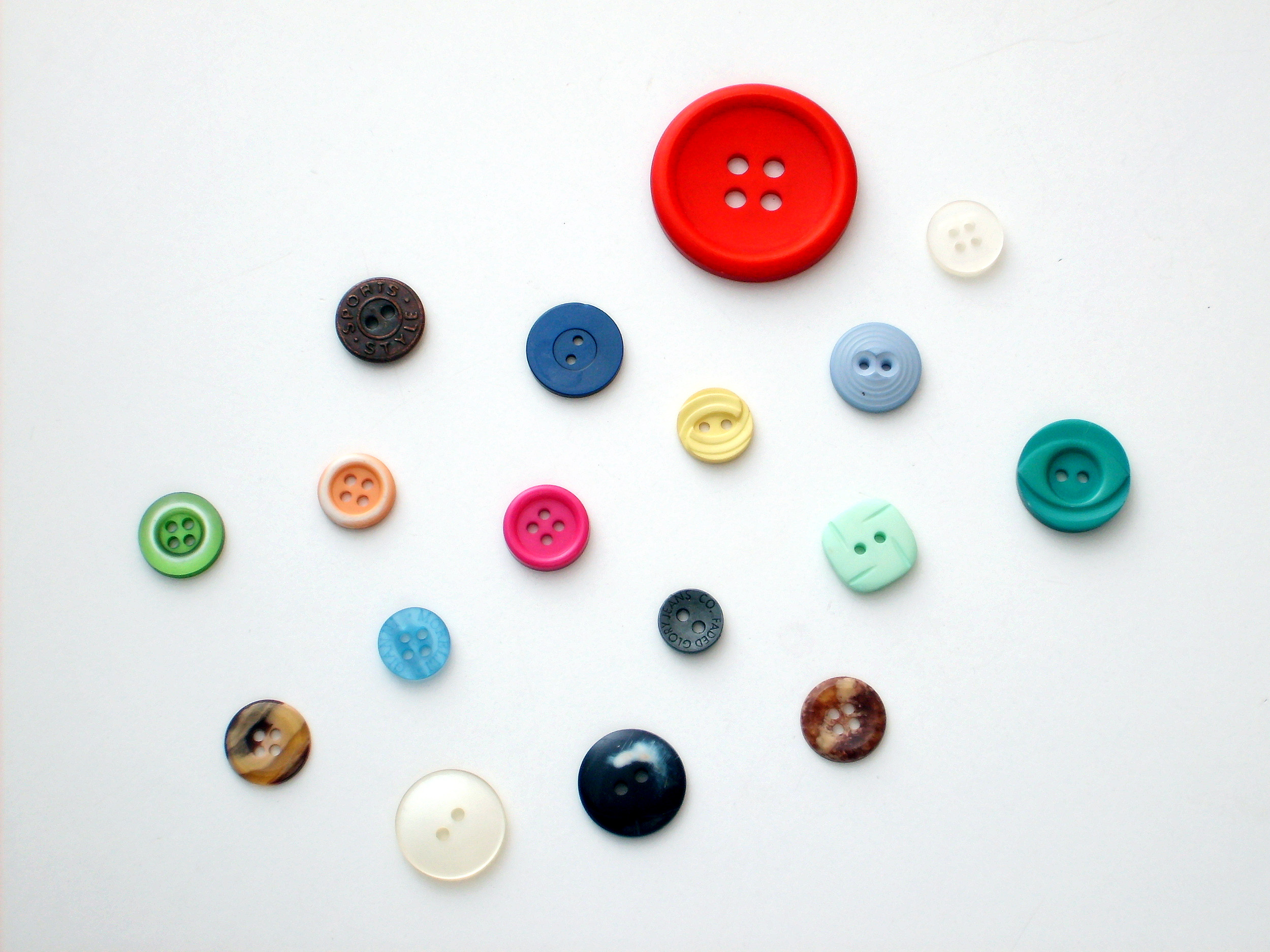
Guziki

Guzik – element ubioru służący do zapinania np. płaszcza, swetra czy spodni. Najczęściej w kształcie koła, wykonany z plastiku, metalu lub z innych tworzyw. Guziki zaczęto przyszywać do ubrań w XIII wieku. 

Alternatywą dla guzików są napy i spinki.
Słowem guzik określa się też różnego typu przyciski.

## Historia
Guziki i im podobne przedmioty wykorzystywane jako biżuteria znano już w czasach cywilizacji doliny Indusu (około 2800-2600 p.n.e.) jak również w epoce brązu w Chinach (2000-1500 p.n.e.) oraz starożytnym Rzymie.
Cywilizacja doliny Indusu używała guzików wykonanych z muszelek w celach dekoracyjnych, przybierały one kształty geometryczne i posiadały dziurki dzięki czemu mogły zostać przyczepiane do odzieży. Ian McNeil (1990) utrzymuje, że: W rzeczywistości, pierwotnie guziki spełniały funkcję raczej ornamentalną niźli utrzymującą odzież. Najstarsze znane guziki znaleziono w Mohendżo-Daro w dolinie Indusu, wykonane są z muszelek i liczą ponad 5000 lat. Guziki służące do utrzymywania odzieży po raz pierwszy notuje się w Niemczech w XIII wieku. Niedługo potem zostały szeroko rozpowszechnione w całej średniowiecznej Europie.
Pierwsza wzmianka w literaturze pochodzi z XII wieku z poematu La Chanson de Roland, gdzie guziki określono jako małe rzeczy bez wartości. W kolejnych wiekach, stały się cenionymi elementami dekoracyjnymi peleryn i szat możnych i królów. Do powszechnego użytku guziki weszły w połowie XVI wieku. Złote lata guzika to lata 1830–1850. Wówczas producenci brytyjscy i zagraniczni prześcigiwali się w wymyślaniu coraz to wykwintniejszych wzorów, podnoszeniu jakości oraz precyzji wykonania. Wzory były bardzo dobrze narysowane, a matryce pierwszorzędnie wykonane. Często guziki, typu Omega lub dwuwarstwowe typu Sanders, dodatkowo cyzelowano. W roku 1840 rozpoczęła się masowa produkcja guzików szklanych.

## Kolekcjonerstwo
Kolekcjonowanie różnego rodzaju guzików określamy słowem filobutonistyka. 